# La vita altrui
La vita altrui è un film drammatico del 2000 diretto da Michele Sordillo.

## Trama
Riccardo e Carmen sono sposati ed hanno un figlio piccolo di nome Roberto. Riccardo insegna filosofia teoretica all'università e frequenta saltuariamente un bordello chiamato Mitos Club. Viene pubblicato un suo libro o e viene invitato al talk show La Vita Altrui condotto da Valeria, giovane giornalista ambiziosa figlia di Giovanni un avvocato. Giovanni ha un cliente sotto processo per corruzione e questo ha effetti negativi sia sulla carriera di Valeria sia sugli ascolti del suo show. Jessica, una fuggitiva di 14 anni, è il soggetto di uno degli spettacoli di Valeria. Anna è un giudice specializzato in criminalità minorile e vuole vivere con Vittorio, uno psicanalista con una figlia ventenne di nome Caterina. Una delle pazienti di Vittorio è Irene, una signora dell'alta borghesia ossessionata dall'uccisione del marito, Andreoli. Riccardo scopre che anche una sua studentessa è una prostituta al Mitos Club ma sembra che lei non lo riconosca. Uno sconosciuto consegna a casa di Riccardo una busta contenente una fotografia che lo ritrae mentre entra al Mitos Club.